# قيدون (حضرموت)

تعديل مصدري - تعديل

قيدون هي إحدى قرى عزلة صيف بمديرية دوعن التابعة لمحافظة حضرموت، بلغ تعداد سكانها 1459 نسمة حسب تعداد اليمن لعام 2004.

## أعلام
- علوي بن طاهر الحداد